# Farzaneh Sharifi
Farzaneh Sharifi (en persan : فرزانه شریفی (Farzāneh Sharīfī)), née en 1961, est la première urologue iranienne. Chercheuse et médecin, elle est pionnière dans le traitement de l'incontinence urinaire et introduit plusieurs innovations médicales au Moyen-Orient, comme l'utilisation de traitements électriques pour les problèmes urologiques.

## Biographie
Farzaneh Sharifi naît en 1961. Elle est la quatrième enfant d’un juge qui s’intéresse particulièrement à l’éducation de ses enfants. Après avoir commencé ses études en 1979, elle les termine à l’université de Téhéran en 1986-1987 et étudie sous la direction d’un médecin nommé Simforoush, qui l’aide à approfondir ses connaissances. Sharifi se marie en 1981 et a deux enfants.
Dans les années 2000 à 2010, elle participe à des recherches sur les polymères utilisés en urologie. Elle s’intéresse particulièrement à l’utilisation de traitements pour les problèmes urinaires et introduit les premiers traitements urologiques utilisant l’électricité au Moyen-Orient.
En 2016, ses contributions dans le domaine sont saluées lors du 1er congrès international d’urologie. En 2017 et 2022, Sharifi préside le congrès iranien d’urologie,.